# Pierre Bouguer
Pierre Bouguer [pjér bugé], francoski matematik, geofizik, geodet. hidrograf, raziskovalec in astronom, * 16. februar 1698, Le Croisic, Francosko kraljestvo (sedaj Francija), † 15. avgust 1758, Pariz, Francosko kraljestvo (sedaj Francija).
Bouguer je najbolj znan po odkritju absorpcijskega zakona leta 1729. Izumil je fotometer (lucimeter) in heliometer. Prvi je pojasnil uporabo metacentra. Velja tudi za »očeta pomorske arhitekture«.

## Življenje in znanstveno delo

### Družina
Bouguerov oče, Jean Bouguer, eden najboljših hidrografov svojega časa, je bil profesor regius hidrografije v Le Croisicu v spodnji Bretanji in avtor razprave o navigaciji leta 1698. Mati je bila Marie Françoise Josseau. Imela sta tri otroke. Oče je sinova Pierra in Jana poučeval na njunem domu, kjer je poučeval tudi zasebne učence.

### Mladost
V času očetove smrti leta 1714 je bil Pierre učenec Jezuitskega kolegija v Vannesu. Da bi nasledil svojega očeta, je odšel v Brest. Po uspešno opravljenih izpitih so ga imenovali za naslednika njegovega pokojnega očeta kot profesorja hidrografije. Usposabljal je navigatorje in kapitane za trgovsko mornarico, njegova šola, ki je bila zelo znana, saj jo je leta 1691 ustanovil njegov oče, je veljala za drugo najpomembnejšo v Franciji za tisto v Le Havru.
Leta 1727 je prejel nagrado za navigacijo francoske Kraljeve akademije znanosti za svoj članek O ladijskem jamboru (De la mâture des vaisseaux). Leonhard Euler je zasedel drugo mesto. Bouguer je prejel dve drugi nagradi za navigacijo, leta 1729 za svoj esej O najboljši metodi opazovanja nadmorske višine zvezd na morju (Sur la meilleure méthode pour observer l'altitude des étoiles en mer) in leta 1731 za svoj članek O najboljši metodi opazovanja spreminjanja kompasa na morju (Sur la meilleure méthode pour observer la variation de la boussole en mer). Ti so bili objavljeni v Prix de l'Académie des Sciences.

### Kariera
Leta 1729 je objavil Optični esej o zatemnitvi svetlobe (Essai d'optique sur la gradation de la lumière), katerega namen je bil opredeliti količino svetlobe, izgubljene pri prehodu skozi določen del ozračja, in postal prvi znani odkritelj tega, kar je sedaj bolj splošno znano kot absorpcijski zakon. Ugotovil je, da je sončna svetloba 300.000-krat močnejša od lunine, in tako opravil nekaj najzgodnejših meritev v fotometriji. Njegov esej je resnično inovativen. Po eni strani je to prvo poročilo o fotometričnih meritvah svetlosti, poleg tega pa je demonstriral pojav prilagajanja očesa na svetlobni tok tako, da je navedel relativno vrednost ({\displaystyle 1/64\!\,}), pod katero je razlikovanje dveh različnih svetilnosti (svetlobnih jakosti) nemogoče. Ta zadnji rezultat predvideva delo psihofizike za dve stoletji, tako da je eden od ustanoviteljev te discipline. Ernst Heinrich Weber je ugotovil, da je sposobnost razlikovanja med intenzivnejšimi dražljaji slabša od sposobnosti razlikovanja med šibkejšimi dražljaji (Weber-Fechnerjev zakon o povezavi med fizikalnimi obsegi dražljajev in zaznani jakosti dražljajev). To označuje razmerje med pragom zaznavanja in jakostjo – Bouguer-Webrovo razmerje, imenovano tudi relativni diferencialni prag. Optično razpravo (Traité d'optique) v končni obliki je po njegovi smrti leta 1760 objavil njegov prijatelj Nicolas-Louis de Lacaille.
Leta 1730 so Bouguera imenovali za profesorja hidrografije v Le Havru in 3. septembra 1731 je nasledil Pierra Louisa Maupertuisa kot izredni geometer Akademije znanosti. Kasneje je leta 1735 napredoval na akademiji kot stalni član na Maupertuisovem mestu in se naselil v Parizu.
Bouguerova razprava O krivuljah, ki so primerne za oblikovanje kupolastih obokov (Sur les Lignes Courbes qui font propres à former les Voutes en Domes), predstavljena Akademiji znanosti leta 1734 in objavljena leta 1736, je bila prva razprava o teoriji kupole.

#### Znanstvena odprava v Peru (1735–1744)
Leta 1735 je Bouguer odplul z raziskovalcem, geografom in matematikom Charlesom Mariom de La Condaminom, astronomom Louisom Godinom, botanikom in raziskovalcem Josephom de Jussieujem ter dvema španskima častnikoma in znanstvenikoma, Jorgejem Juanom y Santaciliom in Antoniom de Ulloaom na znanstveno odpravo v Peru, da bi izmeril dolžino stopinje zemljepisne širine v poldnevniškem loku blizu ekvatorja. 16. maja 1735 se je v La Rochellu vkrcal, pri čemer je imel s seboj med drugimi inštrumenti tudi oktant, ki je bil na novo izdelan za navigacijske pripomočke po zasnovi Johna Hadleya. Poleg glavnega geodetskega programa je opravil veliko drugega znanstvenega dela. Meril je dilatacijo različnih trdnin z uporabo širokega razpona temperatur, ki se jih najde v Kordiljerah, preiskoval je pojave loma v ozračju in gravimetrično merjenje nadmorskih višin z barometrom, zasnoval nov tip ladijskega dnevnika in se lotil mnogih drugih raziskav, kljub zelo težkim fizičnim razmeram, v katerih je bilo treba izvajati geodetske meritve. Kar se je zdelo preprosto znanstveno delo, je skoraj nemudoma pokvarilo vrsto nepredvidenih katastrof, saj so popotniki ugotovili, da njihovo odpravo ogrožajo zahrbten teren, zelo sumničavo prebivalstvo in njihova lastna prevzetnost. Za odpravo so porabili deset let. V Francijo se je vrnil leta 1744 in leta 1749 objavil formalno polno poročilo o odpravi z naslovom Oblika Zemlje (La figure de la Terre).

#### Drugi dosežki
Leta 1746 je objavil delo Razprava o ladji (Traité du Navire), prvo sintezo pomorske arhitekture, ki je med drugimi dosežki prva pojasnila uporabo metacentra kot merila stabilnosti ladij. Njegovi kasnejši spisi so bili skoraj vsi o teoriji navigacije in pomorske arhitekture.
Med letoma 1747 in 1748 je izumil nov inštrument, ki ga je imenoval heliometer, in ga je pozneje izpopolnil Joseph von Fraunhofer. Heliometer je Bouguer imenoval tudi astrometer. Z njim je meril premera Sonca in Lune. Uspešnejša zamisel Johna Dollonda v Angliji (1753) o izdelavi dvodelnega akromatičnega objektiva namesto dveh polnih leč, ki ju je blizu skupaj postavil Bouguer, je bila učinkovitejša. Kljub temu je bil velik uspeh heliometra prva meritev točne zvezdne paralakse Friedricha Wilhelma Bessla leta 1838.
25. januarja 1750 so Bouguera izvolili za člana Kraljeve družbe. Od leta 1752 je bil častni član Kraljeve pomorske akademije (Académie royale de marine), ki jo je tega leta ustanovil Ludvik XV. v Brestu. Bil je član Kraljeve akademije v Bordeauxu. Med letoma 1747 in 1754 je bil pomočnik direktorja Kraljeve akademije znanosti, med 1748 in 1755 pa njen direktor.  Bil je urednik revije Journal des sçavans.

#### Matematika
Bouguer je bil ambiciozen učenjak in je dobro poznal nove matematične metode, čeprav ni jasno, kje se je usposobil. Odnos, ki ga je vzdrževal z očetom Charlesom-Renéjem Reyneaujem, med drugim profesorjem matematike na kolegiju v Angersu, mu je nedvomno omogočil študij diferencialnega in integralnega računa, ki ga je oče Reyneau objavil v svojem delu Prikazana analiza (Analyze Démontrée) leta 1708. Ko je leta 1721 vprašanje merjenja tonaže zahtevalo preizkus novih metod izračuna, ki sta jih predlagala Pierre Varignon in Jean-Jacques Dortous de Mairan, se je Akademija obrnila na očeta Reyneauja, za katerega se zdi, da je pisal Bougueru. Tako je Bouguer postal odgovoren za odločanje med nasprotujočima si metodama, ki sta ju predlagala dva ugledna člana Akademije.
V matematiki se je Bouguer ukvarjal s krivuljami v ravnini in leta 1732 prvi preučeval zasledovalno krivuljo. Leta 1734 je uvedel simbola {\displaystyle {\overset {>}{=}}\!\,} za večje ali enako kot in {\displaystyle {\overset {<}{=}}\!\,} za manjše ali enako kot. John Wallis je leta 1670 uporabljal podobna simbola, vsakega z eno vodoravno črtico, s tem, da je bila ta nad znakoma {\displaystyle >\!\,} in {\displaystyle <\!\,}: {\displaystyle {\overset {-}{>}}\!\,} in {\displaystyle {\overset {-}{<}}\!\,}.

## Priznanja
V pristanišču v Le Croisicu stoji njegov velik bronasti kip Jeana Fréourja.

### Poimenovanja
Po njem se imenujeta udarna kraterja Bouguer na Luni in Bouguer na Marsu.
Po njem se imenuje asteroid 8190 Bouguer, ki ga je 20. julija 1993 odkril Eric Walter Elst na Observatoriju La Silla.
Njegovo ime se spominja tudi kot meteorološki izraz Bouguerov halo (znan tudi kot Ulloaov halo, po Antoniu de Ulloau, španskem članu njegove južnoameriške odprave), ki ga opazovalec redko vidi v megli, ko se Sonce prebija skozi (na primer na gori) in gleda navzdol proti Soncu – pravzaprav »meglena mavrica« (v nasprotju z »deževno mavrico«). To je »redko opažen meteorološki pojav; šibek bel, krožni lok ali celoten svetlobni obroč s polmerom 39 stopinj in s središčem na protisončni točki. Ko se ga opazuje, je običajno v obliki ločenega zunanjega obroča okrog antikorone.«
Po njem se imenuje izraz Bouguerova anomalija, ki se nanaša na majhne regionalne spremembe v Zemljinem gravitacijskem polju kot posledice sprememb gostote spodaj ležečih kamnin. Anomalijo je odkril med svojimi gravimetričnimi opazovanji na nadmorski višini med odpravo v Peru.
Promocija Hydro du Havre et de Sainte Adresse v letih 1965–1966 se je imenovala promocija Pierra Bouguera.
Več ulic in prometnih povezav se imenuje po njem: avenija (allée) v Vannesu  •  ulica (rue) v Le Croisicu  •  ulica v Nantesu  •  ulica v Saint-Maloju  •  ulica v  Strasbourgu  •  ulica v Plouzanu  •  prehod (passage) v Le Croisicu.